# Michele da Montopoli
Michele di Domenico Salvini, detto Michele da Montopoli (Montopoli in Val d'Arno, fine del XV secolo – Pisa, 1530), è stato un politico e condottiero italiano.

## Biografia
La sua famiglia era radicata a Montopoli in Val d'Arno fin dal Trecento, e ancora nel 1409 è noto un Salvino di Uliviero Salvini con il ruolo di Gonfaloniere del Comune. 
Michele visse circa un secolo più tardi, ricoprendo anch'egli cariche politiche e istituzionali di un certo rilievo nel capoluogo montopolese. Secondo Ignazio Donati, infatti, nel 1519 e nel 1523 fu Consigliere, nel 1521 Ufficiale delle Fortezze e tra il 1520 e il 1529 Capitano di Parte Guelfa. 
Nel 1525 fu anche preposto a rifare le campane della rocca, su una delle quali doveva leggersi il suo nome fino alla seconda metà dell'Ottocento, quando ne furono fabbricate delle nuove.
Michele Salvini è noto soprattutto per il suo valore militare, avendo combattuto nelle complicate vicende belliche e politiche del periodo, quando Firenze si trovò ad essere seriamente minacciata dall'esercito dell'Imperatore Carlo V d’Asburgo, col quale papa Clemente VII aveva creato un'alleanza nella speranza di restaurare nella capitale toscana la sua casata, quella dei Medici. 
Nel 1529 Michele insieme con il condottiero Francesco Ferrucci assalì e sconfisse Pirro Baglioni da Sipicciano, capitano di ventura ed esperto di fortificazioni militari detto anche Pirro Colonna,  che si stava spostando con le sue truppe al soldo della compagine imperiale e papale da Palaia a Montopoli.
Nel 1530, dopo la rotta e la famosa uccisione di Ferrucci a Gavinana da parte di Fabrizio Maramaldo, Michele da Montopoli difese Pisa ormai sottoposta alla Repubblica di Firenze, che stava per essere assediata. Secondo Benedetto Varchi, il Salvini uscì con le truppe dalla porta di San Marco e attaccò i nemici dei Fiorentini per impedire l’accerchiamento della città, trovando qui la morte “con più ferite ammazzato”. 
Le spoglie di Michele Salvini si trovano inumate in un sepolcro nella chiesa del santuario di San Romano (Montopoli in Val d’Arno).